# Ten (Y&T)
Ten è il nono album in studio dei Y&T, uscito nel 1990 per l'Etichetta discografica Geffen Records.

## Tracce
1. Hard Times (Kennemore, Meniketti) 5:14
2. Lucy (Kennemore) 4:43
3. Don't Be Afraid of the Dark (Rhodes, Johnson, White) 4:51
4. Girl Crazy (De Grasso, Kennemore, Meniketti) 4:01
5. City (DeGrasso, Kennemore, Pitrelli) 5:37
6. Come in from the Rain (Burns, Meniketti) 6:03
7. Red Hot and Ready (Kennemore, Meniketti, Paris) 4:18
8. She's Gone (Kennemore, Meniketti) 4:17
9. Let It Out (Calhoun, Paris) 4:46
10. Ten Lovers (Kennemore) 6:06
11. Goin' off the Deep End (Kennemore, Meniketti) 4:32
12. Surrender (DeGrasso, Kennemore, Meniketti) 5:22

## Formazione
- Dave Meniketti - voce, chitarra
- Stef Burns - chitarra, cori
- Phil Kennemore - basso, cori
- Jimmy DeGrasso - batteria, cori

### Altri musicisti
- Steve Smith - batteria
- Jeff Paris - tastiere, cori